# ヴェルヌイエ (ウール＝エ＝ロワール県)
ヴェルヌイエ （Vernouillet）は、フランス、サントル＝ヴァル・ド・ロワール地域圏、ウール＝エ＝ロワール県のコミューン。

## 地理
県第3位の人口を持ち、ドルー都市圏に含まれる。ウール川の支流ブレーズ川が流れる。3つの大きな地区がコミューンを構成している。レ・コルヴェ、グランド・ヴォヴェット、ヴォヴェットである。レ・コルヴェ地区は、ドルー市街を経由するのを回避する環状道路によってグランド・ヴォヴェットとつながっている。

## 歴史
第二次世界大戦中のヴェルヌイエは、その大きな隣人のドルーのように、1940年から1944年までドイツによる占領を経験した。ヴェルヌイエはドルーと同時に1944年8月16日に、サム・アイザックス中尉率いるアメリカ陸軍の機甲大隊によって解放された。

## 経済
ヴェルヌイエの経済は主に医薬品、エレクトロニクス、自動車部品製造、金属加工からなっている。コミューンには2つの工業地帯がある。コルヴェ（2万㎡）とニュイズマン及びヴォヴェット（それぞれ25ヘクタールと20ヘクタール）である。

## 人口統計
| 1962年 | 1968年 | 1975年 | 1982年 | 1990年 | 1999年 | 2006年 | 2014年 |
| ------ | ------ | ------ | ------ | ------ | ------ | ------ | ------ |
| 2113   | 4071   | 8143   | 10318  | 11680  | 11496  | 11779  | 12415  |

参照元:1962年から1999年までは複数コミューンに住所登録をする者の重複分を除いたもの。それ以降は当該コミューンの人口統計によるもの。1999年までEHESS/Cassini、2006年以降INSEE。

## 姉妹都市
- チェダー、イングランド
- フェルスベルク (ヘッセン)、ドイツ